# Великий король (фильм)
«Великий король» (нем. Der große König) — немецкий пропагандистский монументальный фильм режиссёра Файта Харлана 1942 года. Снимался по заказу Йозефа Геббельса с целью психологической поддержки населения нацистской Германии во время Второй мировой войны.

## Сюжет
Во время битвы при Кунерсдорфе в 1759 году атака прусской армии захлебнулась ввиду численного превосходства русских и австрийцев. К разочарованию короля Фридриха II, его армия бежит от русских и австрийцев. После сражения в 48-тысячной прусской армии осталось только три тысячи солдат.
Фридрих II находится в отчаянной ситуации и подумывает о самоубийстве. Прусские генералы пытаются убедить короля заявить о капитуляции, но король берёт себя в руки и собирает новую армию.
В это же время фельдфебель Пауль Тресков знакомится с дочерью мельника Луизой (в доме которой король укрывался после поражения), ухаживающей за ранеными солдатами. Они влюбляются друг в друга и мечтают о свадьбе. Фридрих II ведёт армию в Торгау, где одерживает победу над австрийцами (благодаря фельдфебелю Трескову, вовремя, но самовольно давшему сигнал атаковать). Фельдфебель, только что женившийся на Луизе, наказан за самовольство, и даже думает о дезертирстве, но остается в армии. В 1762 году, при штурме пруссаками Швейдница, он тяжело ранен и умирает на глазах Фридриха.
В финале фильма Фридрих, вместо присутствия на победных торжествах в Берлине, приезжает в Кунерсдорф, где обещает помощь жителям, разоренным войной и возле уже отстроенной мельницы встречает Луизу с ребенком Пауля на руках.

## В ролях
- Отто Гебюр — Фридрих II
- Кристина Зёдербаум — Луиза Тресков
- Густав Фрёлих — фельдфебель Пауль Тресков
- Ханс Нильсен — прапорщик Нихофф
- Пауль Вегенер — генерал Чернышёв
- Хильда Кёрбер — королева Кристина
- Клаус Клаузен — принц Генрих Старший
- Клаус Детлеф Сирк — принц Генрих Младший
- Герберт Хюбнер — министр Финкельштайн
- Ханс Герман Шауфус — генерал Цитен
- Отто Граф — Фридрих Вильгельм фон Зейдлиц
- Карл Гюнтер — Венцель Антон Кауниц
- Антон Поинтнер — фельдмаршал Даун
- Вальтер Франк— генерал Лаудон
- Франц Шафхайтлин — полковник Бернбург
- Вальтер Сюссетгут — генерал Салтыков
- Эрнст Дернбург — генерал Рамин (в титрах не указан)

## Награды
Картина получила Кубок Муссолини за лучший иностранный фильм на 10-м Венецианском кинофестивале 1942 года.